# Nikola Vujčić
Nikola Vujčić (nacido el  14 de junio de 1978 en Vrgorac, Croacia) es un exjugador de baloncesto croata. Con 2.11 metros de estatura, jugaba en el puesto de pívot. Se caracterizaba por tener una gran visión de juego.

## Biografía
Nació en Vrgorac, en Croacia en el año 1978. Su carrera profesional empezó en la temporada 95-96 en el KK Split llegando de las categorías inferiores del mismo club.
En 2001 fue fichado por el Maccabi de Tel Aviv debido a la marcha de su jugador Nate Huffman aunque este no llegó a irse, con la consecuencia para el equipo de interesarse por Vujcic. Fue cedido al ASVEL Lyon-Villeurbanne, de la liga francesa. Con este equipo ganó la liga de su país (llevaban más de 21 años sin hacerlo).
Con el Maccabi llegaron sus mejores tiempos ya que consiguió 2 Euroligas y 5 Ligas.También fue su mejor etapa a nivel individual ya que estuvo 5 veces en el Mejor Quinteto de la Euroliga y es el cuarto jugador con más presencias tras Juan Carlos Navarro, Vassilis Spanoulis y Miloš Teodosić.

## Títulos

### Club
- 1 Campeonato francés
- 2 Euroligas
- 5 Campeonatos de Israel
- 4 Copas de Israel
- 1 Copa de Grecia

### Individual
- 2 veces en el 2º Mejor Quinteto de la Euroliga
- 3 veces en el Mejor Quinteto de la Euroliga